# 利亚姆·方丹
利安·禾根·亨利·方亭（英語：Liam Vaughan Henry Fontaine，1986年1月7日—）是一名英格蘭職業足球員，司職後衛，現時效力英冠球會布里斯托城。方亭出身英超球會富咸，效力期間曾兩度外借到低組別的伊奧維，亦曾借用到蘇超的基爾馬諾克。

## 生平
方亭生於大倫敦贝肯纳姆（Beckenham）。他曾代表英格蘭16歲以下及17歲以下足球代表隊參加少年國際賽，於效力富咸期間，只能在富經驗的球員受傷時替補上陣。2004/05年是他個人的突破球季，取得多場的上陣機會，於1月5日作客聖瑪麗球場對修咸頓，在比賽末段僅餘數分鐘處子登場，雙方3-3賽和完場。
同一球季較早時方亭獲准借用到伊奧維，原訂為期1個月，其後獲延長多兩個月。而到球季未段，他又獲外借到蘇超效力基爾馬諾克。
翌季伊奧維時任領隊加利·莊臣（Gary Johnson）再次借用方亭，期滿後返回富咸，直至轉任布里斯托城主帥的加利·莊臣再次提出借用，更於季末借用期滿後收歸己用，方亭簽署兩年合約，而布里斯托城透過訟裁須要向富咸支付一筆沒有透露金額的補償金。方亭成為布里斯托城於2006/07年球季升班的功臣，於英冠作賽仍然繼續有亮麗的演出。
2012年1月12日，方亭與布里斯托城續簽新約，留隊直至2014年夏季。
2013年9月2日，布里斯托城將方亭外借至英冠伊奧維，借用期至2014年1月。

## 外部連結
- Liam Fontaine profile at bcfc.co.uk
- 足球数据库：利安·方亭的球员统计数据
- International profile at theFA